# 蛇行劍
蛇行劍（日语：／ dakōken）是日本古墳時代的一種日本鐵劍。如字面所述，劍鋒刃身如蛇行姿態般，彎曲呈波浪狀。最初由日本考古學家後藤守一命名為「蛇行曲身劍」，後來簡化為蛇行劍。

## 出土介紹
蛇行劍是日本的出土文物，最初發現於西日本的古墳及地下式横穴墓之中。從其形狀及出土數量推測，蛇行劍並不是實際的兵器，而是儀仗用途的器具。
最早出土的蛇行劍在1925年（日本大正14年）於日向淨土寺山古墳（今日本延岡市，南方39號古墳）出土。學者鳥居龍藏首次發現蛇行劍時，立即聯想到马来世界的格里斯劍，並曾親身前往東南亞進行蛇信仰考察，一度受到傳媒關注。

## 備註
1. ↑  見伊藤雅文《中部地方出土の蛇行剣》。
2. ↑  伊藤雅文《中部地方出土の蛇行剣》載學者田中茂的研究，指蛇行劍主要是作為咒術工具而鑄造的，由司祭者負責保管。